# بيفينيوم هيدروكسي نافثويت
بيفينيوم هيدروكسي نافثويت Bephenium hydroxynaphthoate الأسماء التجارية  'Alcopara، Alcopar، Befenium،  'Debefenium، Francin، Nemex) هو عامل طارد للديدان كان يستخدم سابقا في علاج التهابات الدودة الشصية وداء الصفر (الأسكاريس).

## الخصائص الأساسية
كان ناجم في الأصل اصطناعي. انه ينتمي إلى طاردات الديدان الدوائية الوزن الجزيئي 256.36 جم / مول
لم توافق عليه إدارة الغذاء والدواء وهو غير متوفر في الولايات المتحدة.

## الآثار الجانبية
ردود الفعل السلبية الأعراض التي تنتجها بيفينيوم هيدروكسي نافثويت هي أكثر أو أقل احتمالا وإذا أصبحت شديدة، فإنها يمكن أن تعامل بطريقة عرضية، وتشمل هذه الدوخة، الغثيان، القيء، الإسهال، آلام البطن،